# Galliformes
I Galliformi (Galliformes Temminck, 1820) sono un ordine della classe degli uccelli che comprende uccelli come i tacchini, le faraone e i polli (questi ultimi di origine centroasiatica), uccelli ornamentali come i pavoni e animali da selvaggina come fagiani, pernici, quaglie e galli cedroni.

## Descrizione
All'interno del gruppo si osservano notevoli differenze di dimensioni, ma tutti gli uccelli che ne fanno parte sono accomunati da una struttura tozza con testa piccola e ali corte e larghe. Appartengono a questo gruppo uccelli carenati, di regola umicoli, volatori mediocri, provvisti di zampe solide con tre dita rivolte all'innanzi e una all'indietro, dalle unghie robuste e con un pollice di solito sopraelevato e talvolta ridotto. 
Posseggono un becco forte, sovente un po' ricurvo all'apice e narici tra loro non separate da un setto osseo.

## Biologia
Costruiscono in genere un nido rozzo, sovente tra i cespugli, a livello del terreno. Di norma si tratta di forme poligame le cui uova, in numero da sei a dieci o più, sono solitamente covate dalla sola femmina. La prole esce dall'uovo già autonoma e in breve tempo diviene atta al volo.
Prede favorite di molti carnivori selvatici, volano velocemente e a bassa quota sul terreno. Per sfuggire ai pericoli, si affidano al piumaggio mimetico o cercano di nascondersi. Depongono fino a 20 uova per volta, ma le loro popolazioni sono fluttuanti.

## Tassonomia
L'ordine comprende le seguenti famiglie:
- Famiglia Megapodiidae, megapodi
- Famiglia Cracidae, ciacialaca, penelopi e hocco
- Famiglia Numididae, faraone
- Famiglia Odontophoridae, quaglie del Nuovo Mondo
- Famiglia Phasianidae, galli selvatici (forme selvatiche del pollo domestico), pernici, tacchini, fagiani, quaglie, tetraoni e affini

I Mesitornithidae, comunemente chiamati monia e tradizionalmente posti tra i Galliformi, secondo recenti studi meritano di essere elevati al rango di ordine come Mesitornithiformes.
Anche la famiglia delle quaglie tridattile (Turnicidae) veniva tradizionalmente inclusa nei Galliformi, ma ora molti autori ritengono che questi uccelli siano abbastanza diversi da questi ultimi, tanto da venire classificati nei Charadriiformes. Vale lo stesso per l'hoatzin, una volta classificato tra i Galliformi, è ora classificato in un ordine separato (Opisthocomiformes); infatti le analisi del DNA non hanno mostrato alcuna affinità con alcun altro ordine di uccelli.

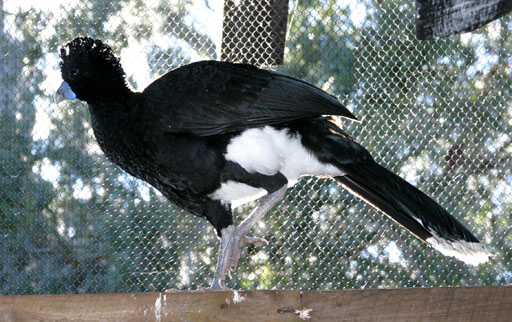
Hocco beccazzurro
Crax alberti

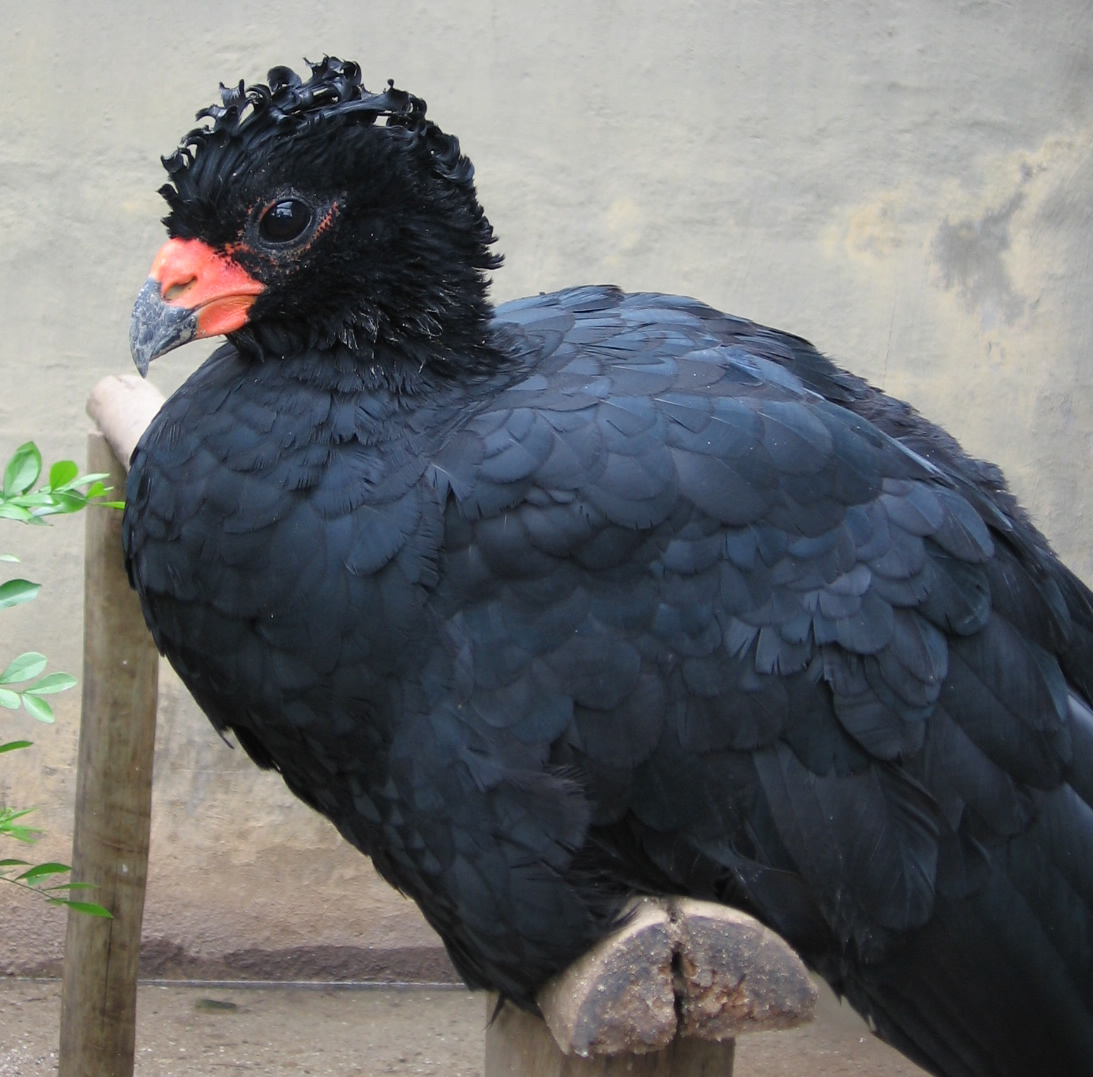
Hocco beccorosso
Crax blumenbachii

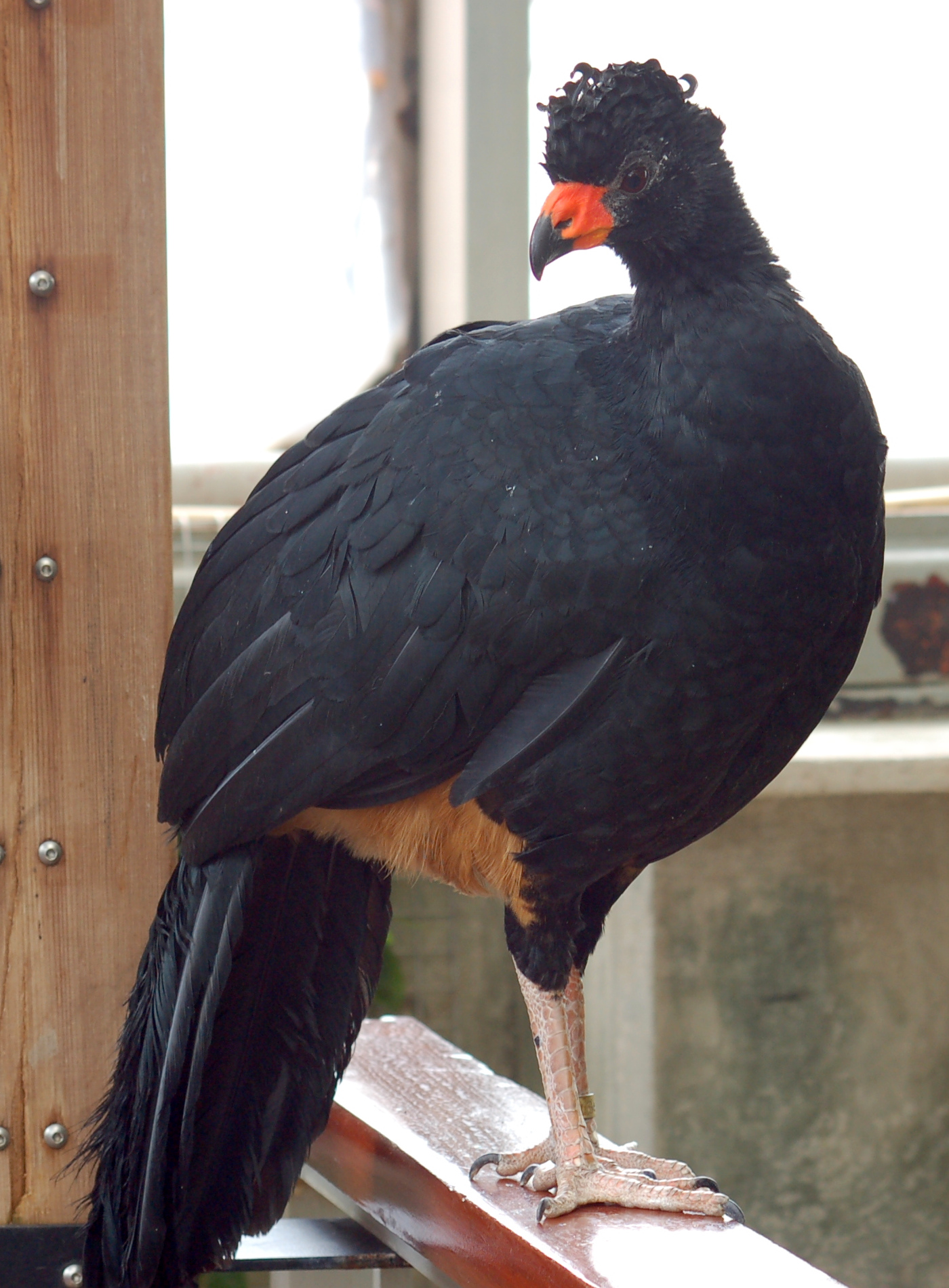
Hocco dai bargigli
Crax globulosa

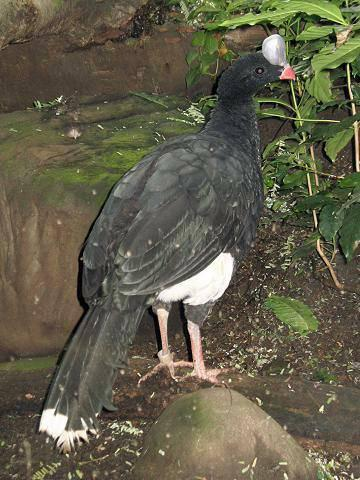
Hocco dall'elmo
Pauxi pauxi

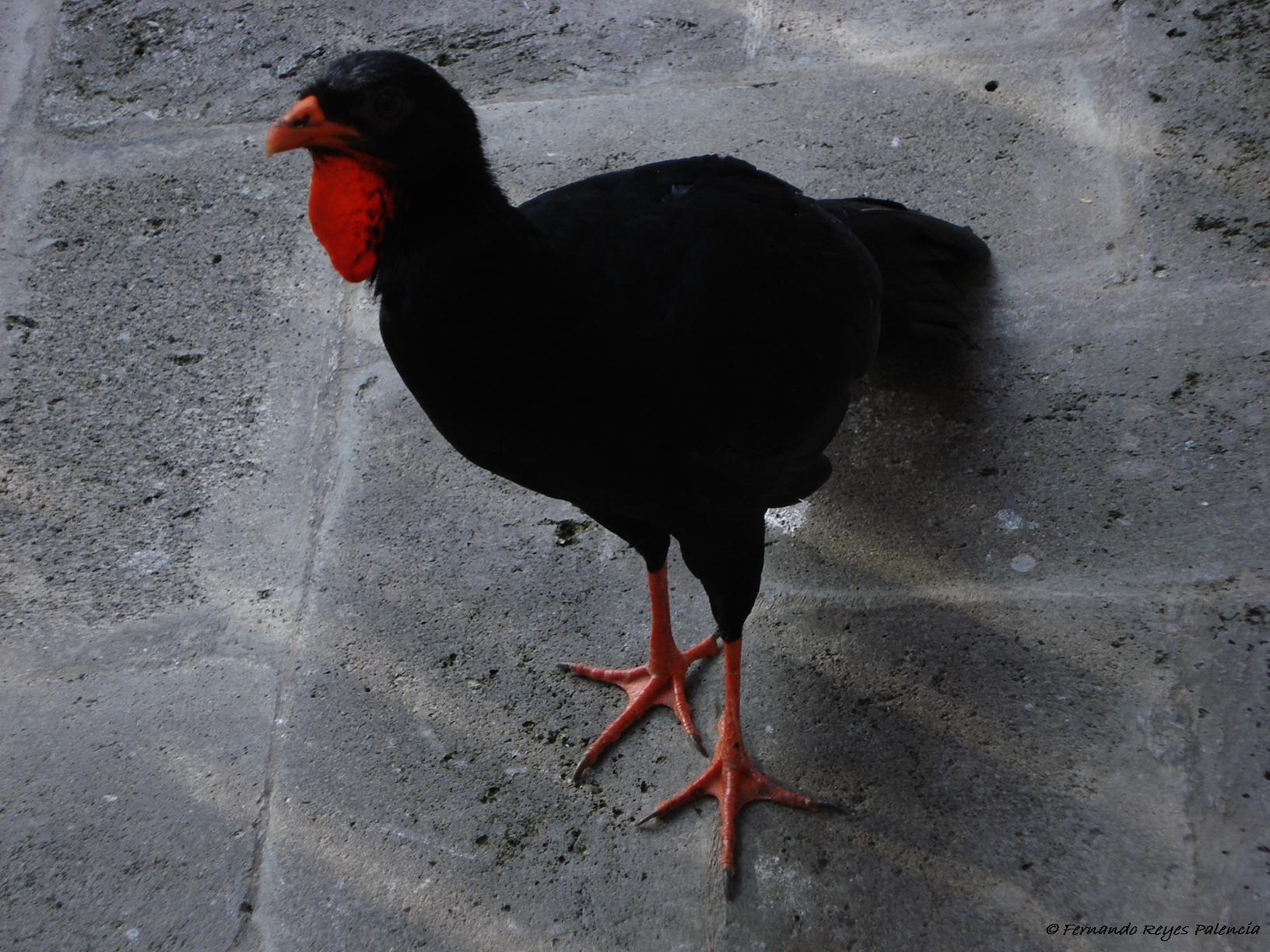
Guan delle alture
Penelopina nigra

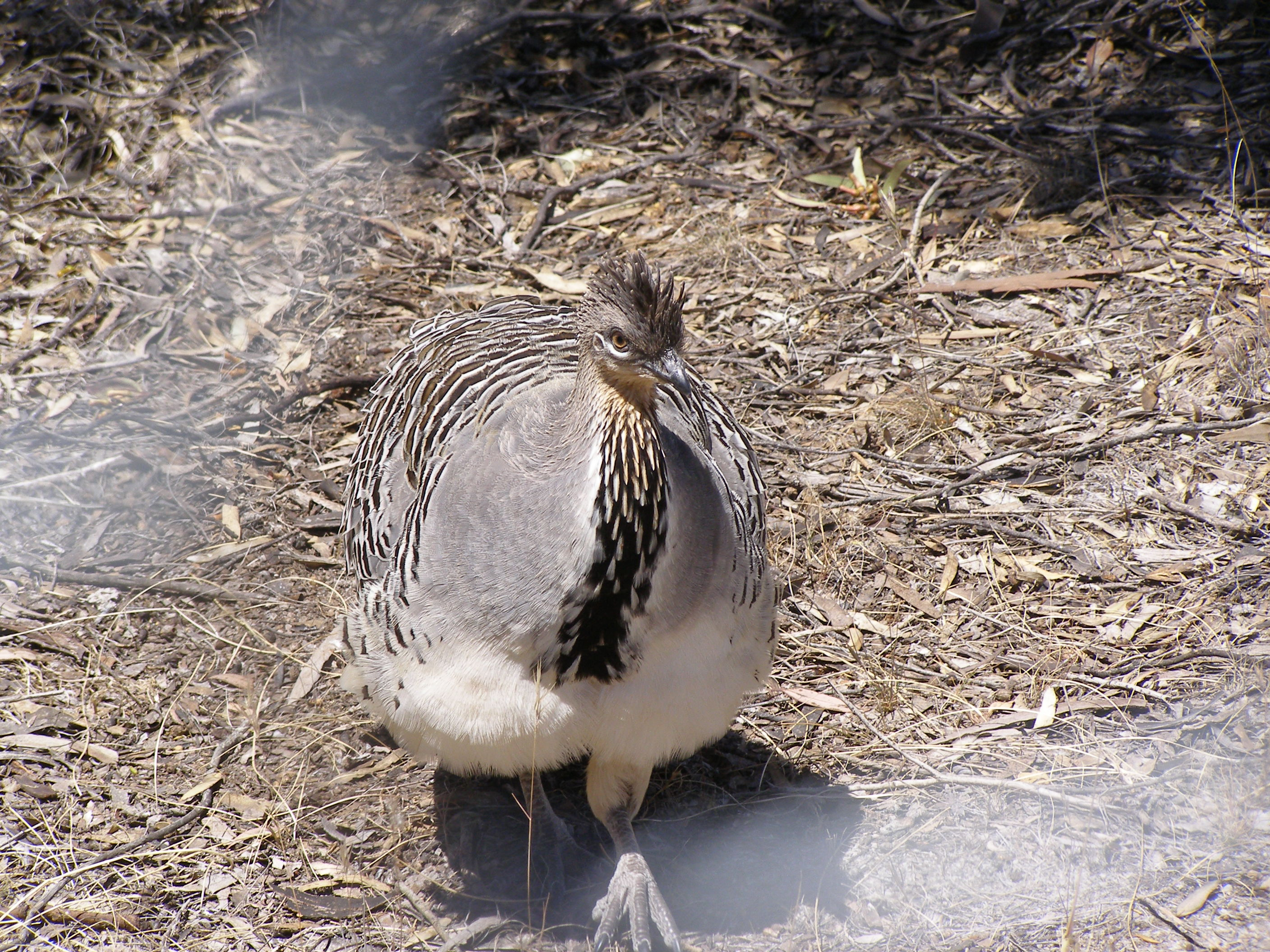
Megapodio del mallee
Leipoa ocellata

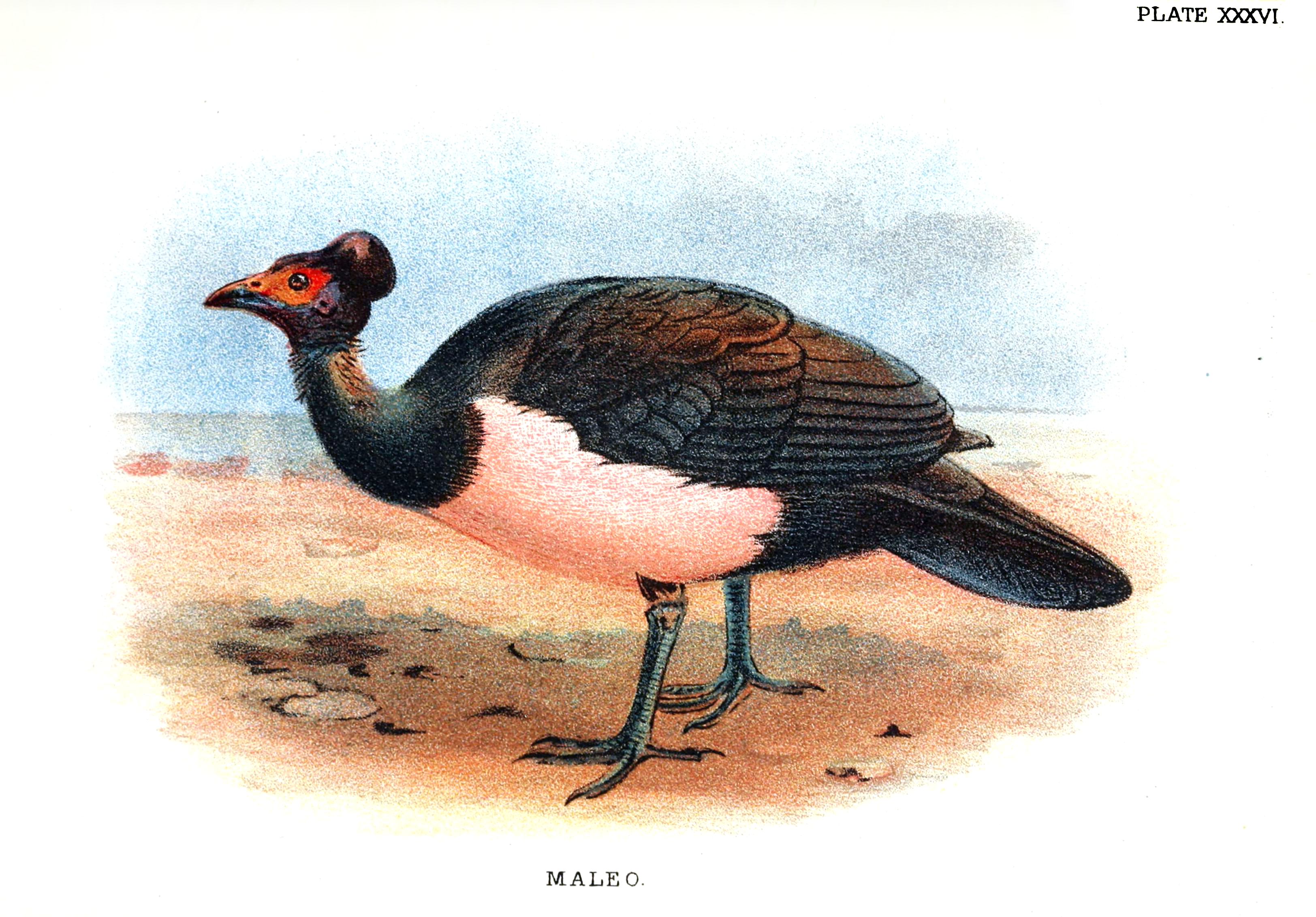
Maleo
Macrocephalon maleo

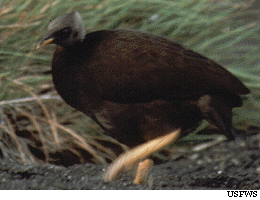
Megapodio di Micronesia
Megapodius laperouse

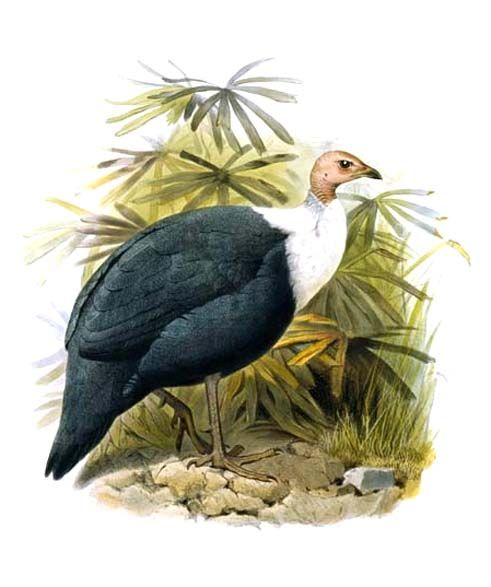
Faraona pettobianco
Acryllium vulturinum

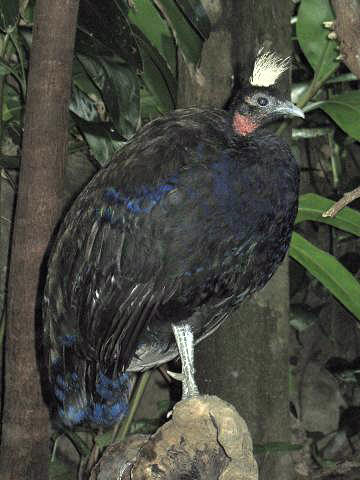
Pavone del Congo
Afropavo congensis

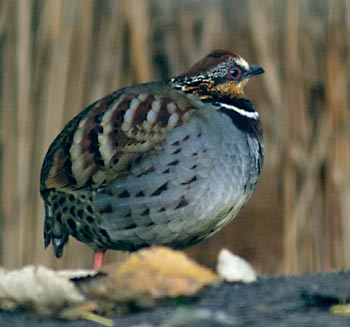
Pernice dal collare
Arborophila gingica

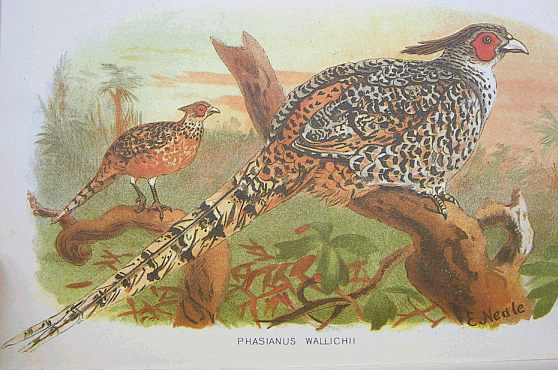
Fagiano di Wallich
Catreus wallichi

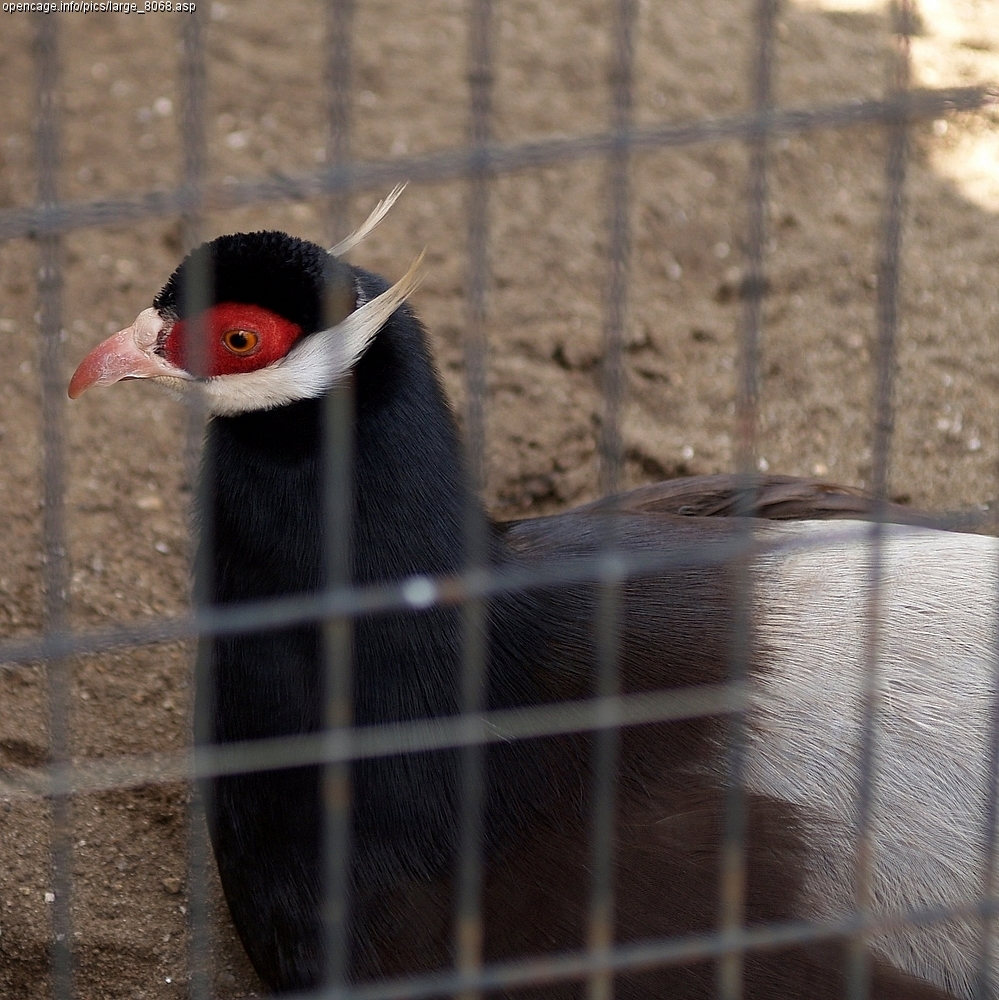
Fagiano orecchiuto bruno
Crossoptilon mantchuricum

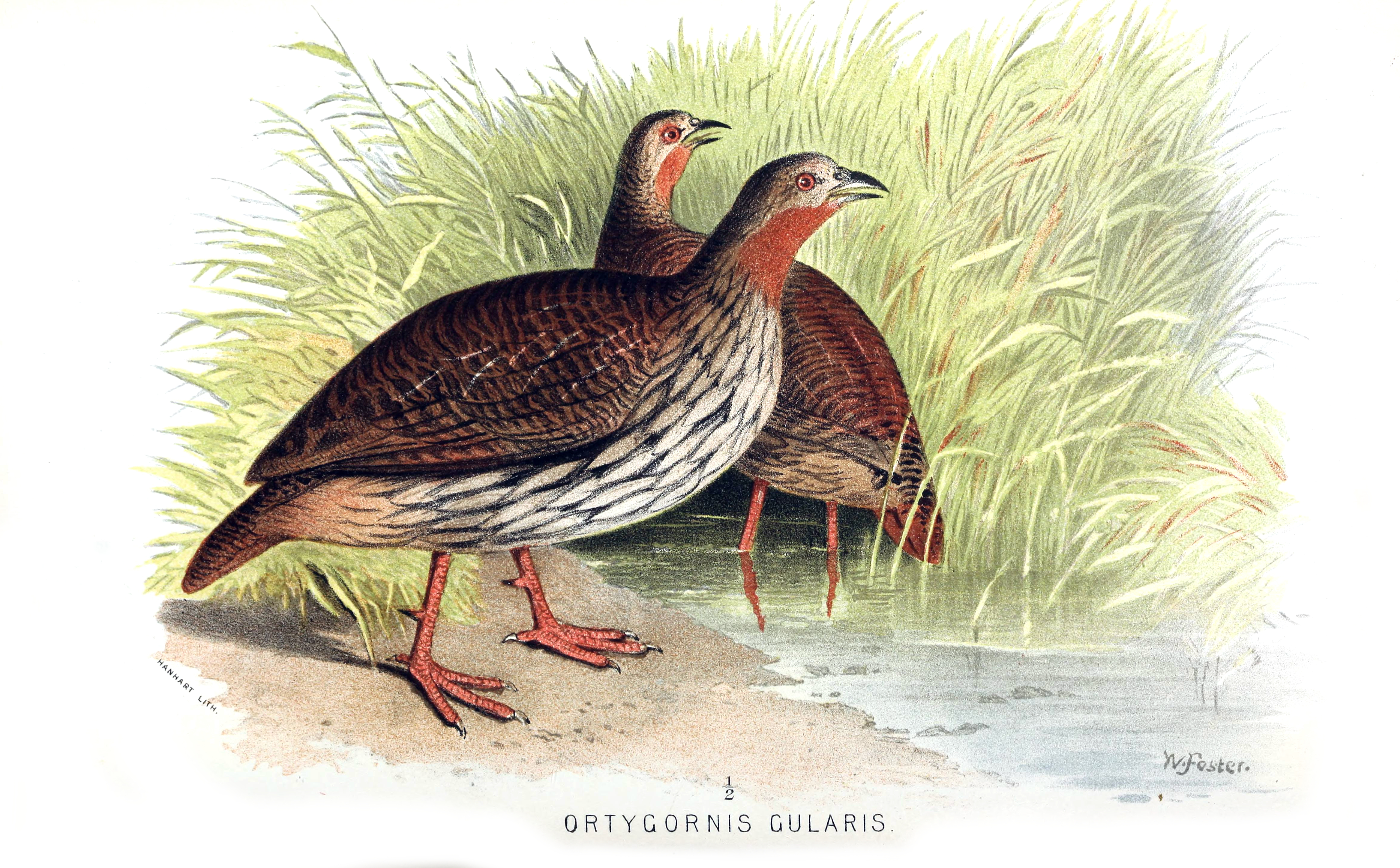
Francolino di palude
Francolinus gularis

Francolino di Gibuti
Francolinus ochropectus

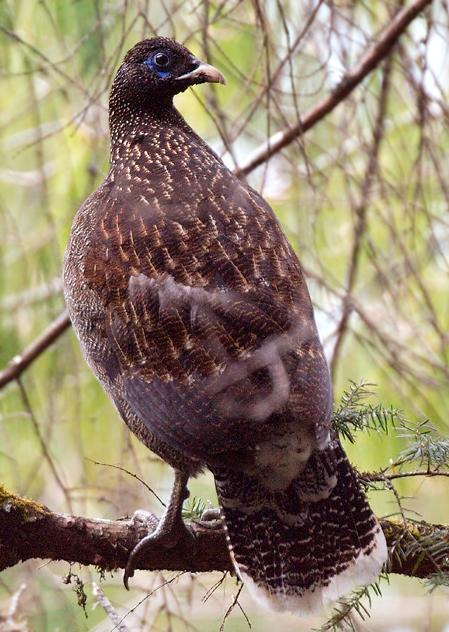
Monal di Sclater
Lophophorus sclateri

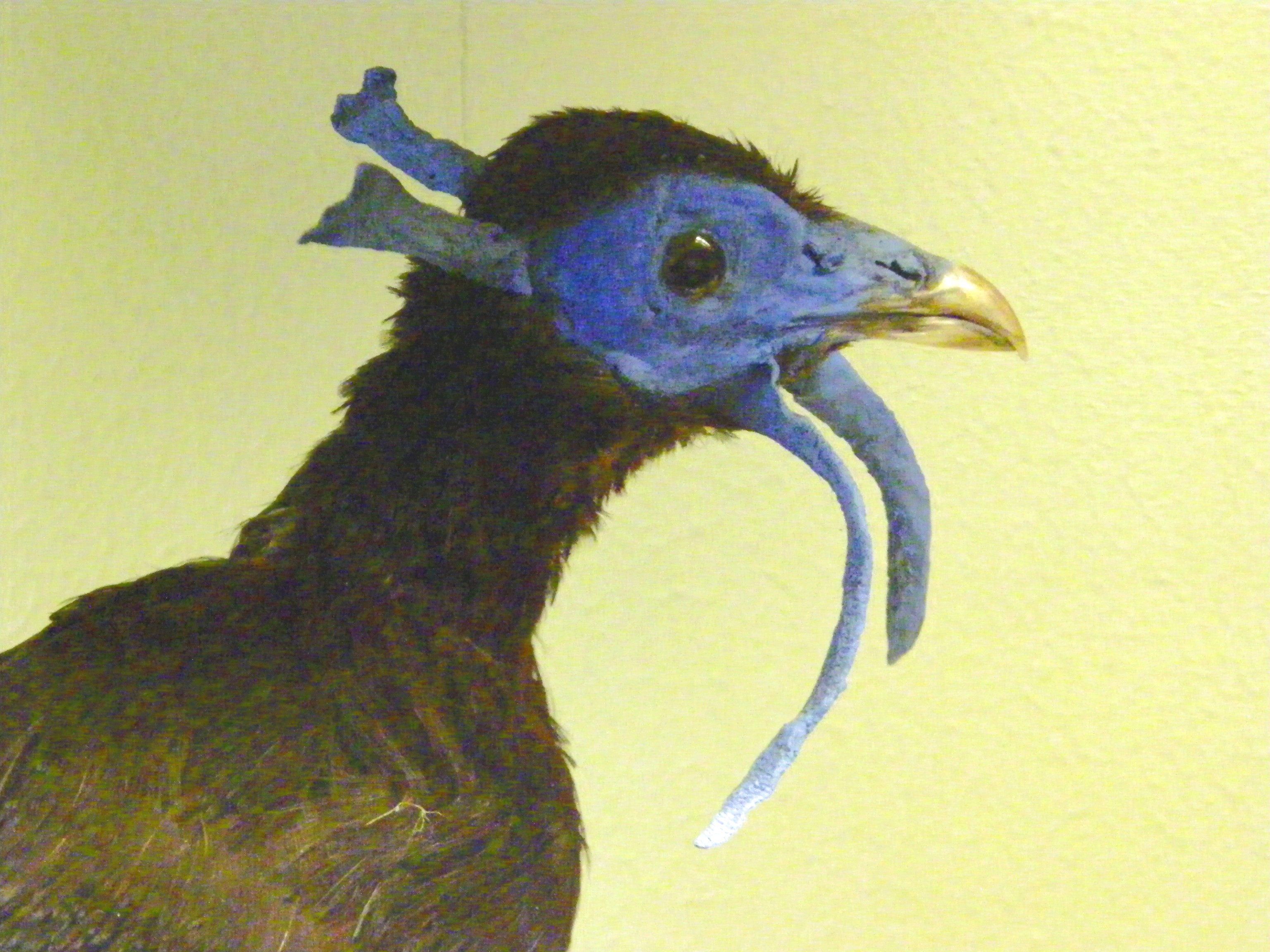
Fagiano di Bulwer
Lophura bulweri

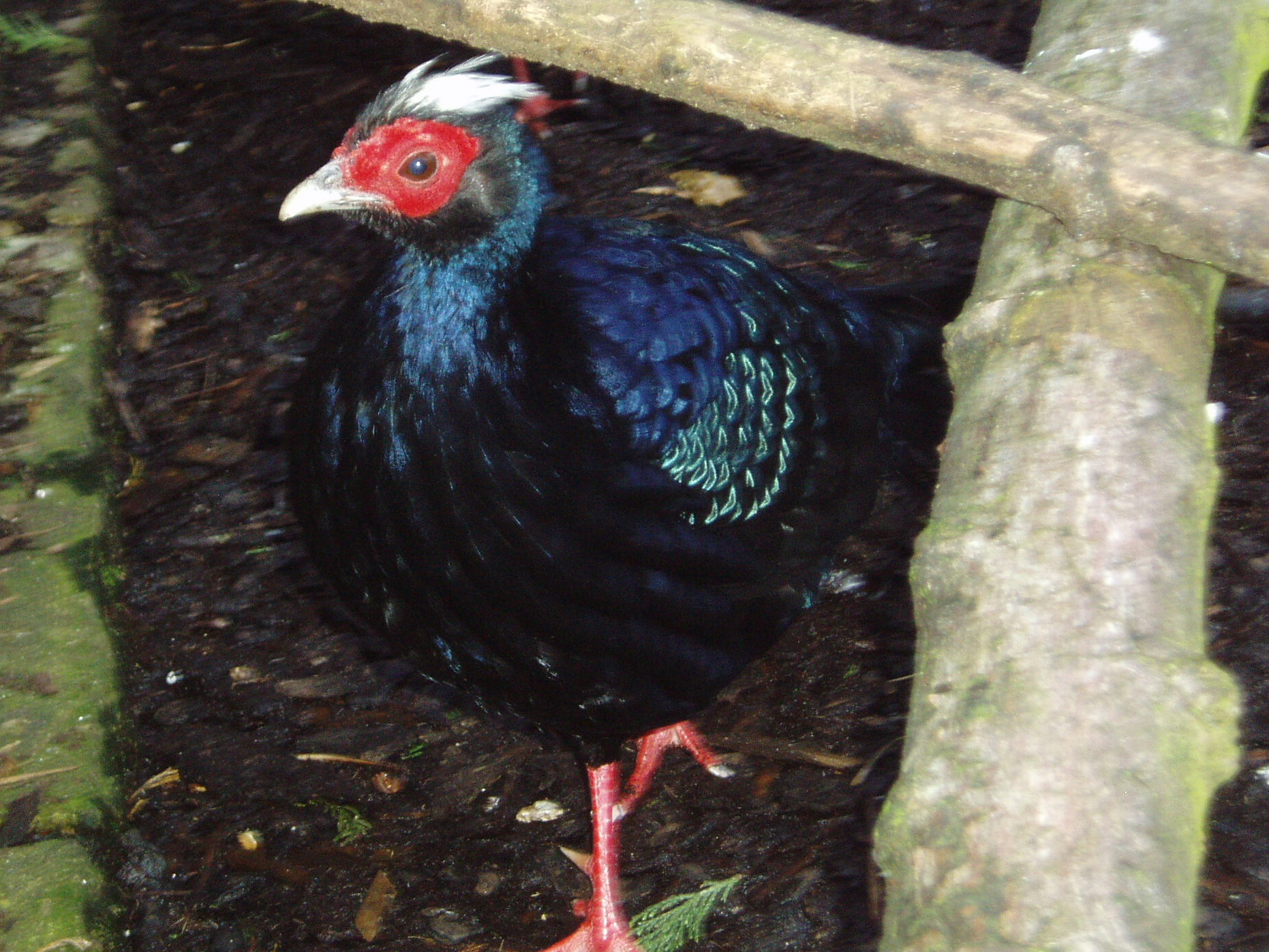
Fagiano di Edwards
Lophura edwardsi

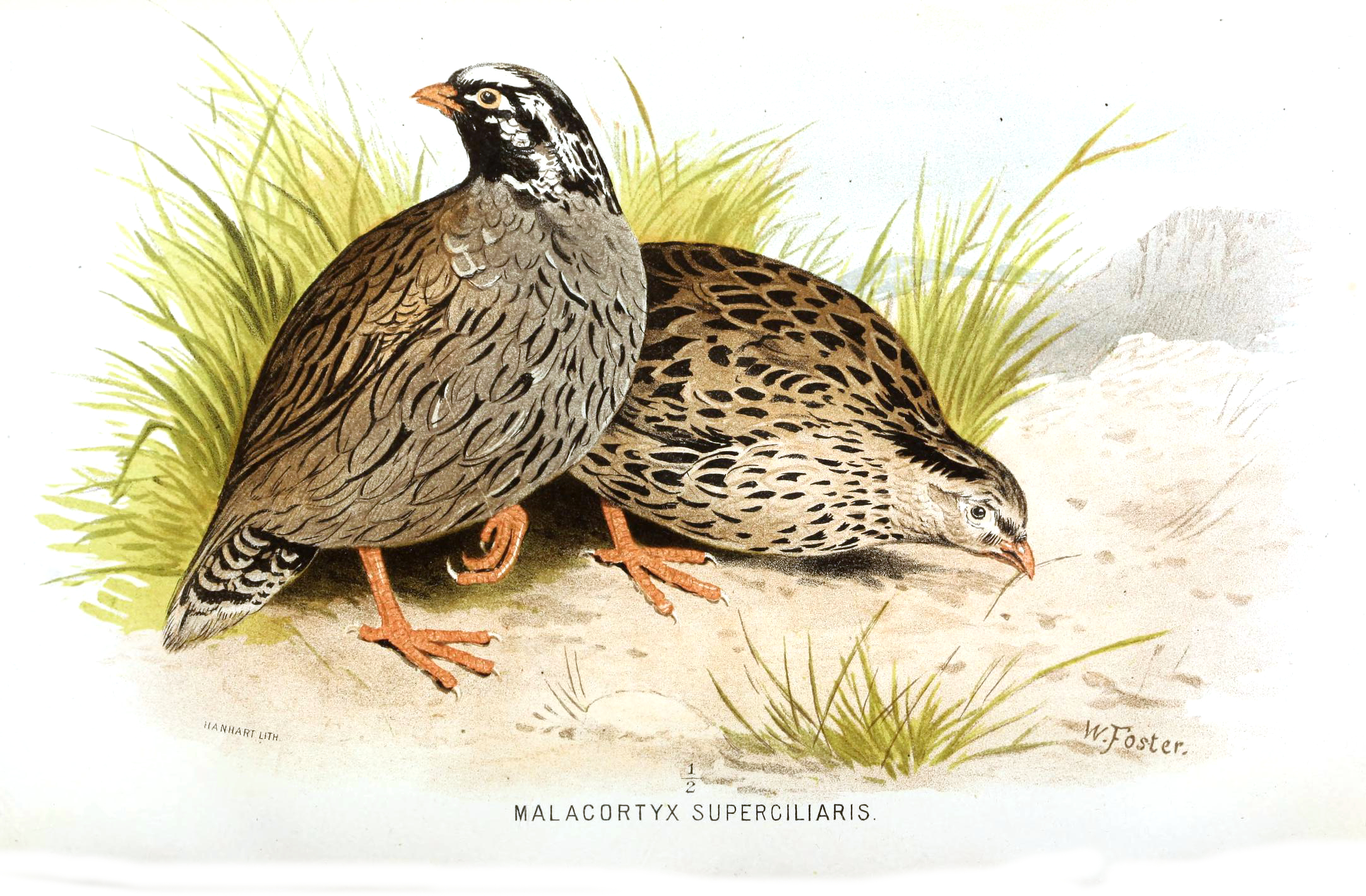
Quaglia dell'Himalaya
Ophrysia superciliosa

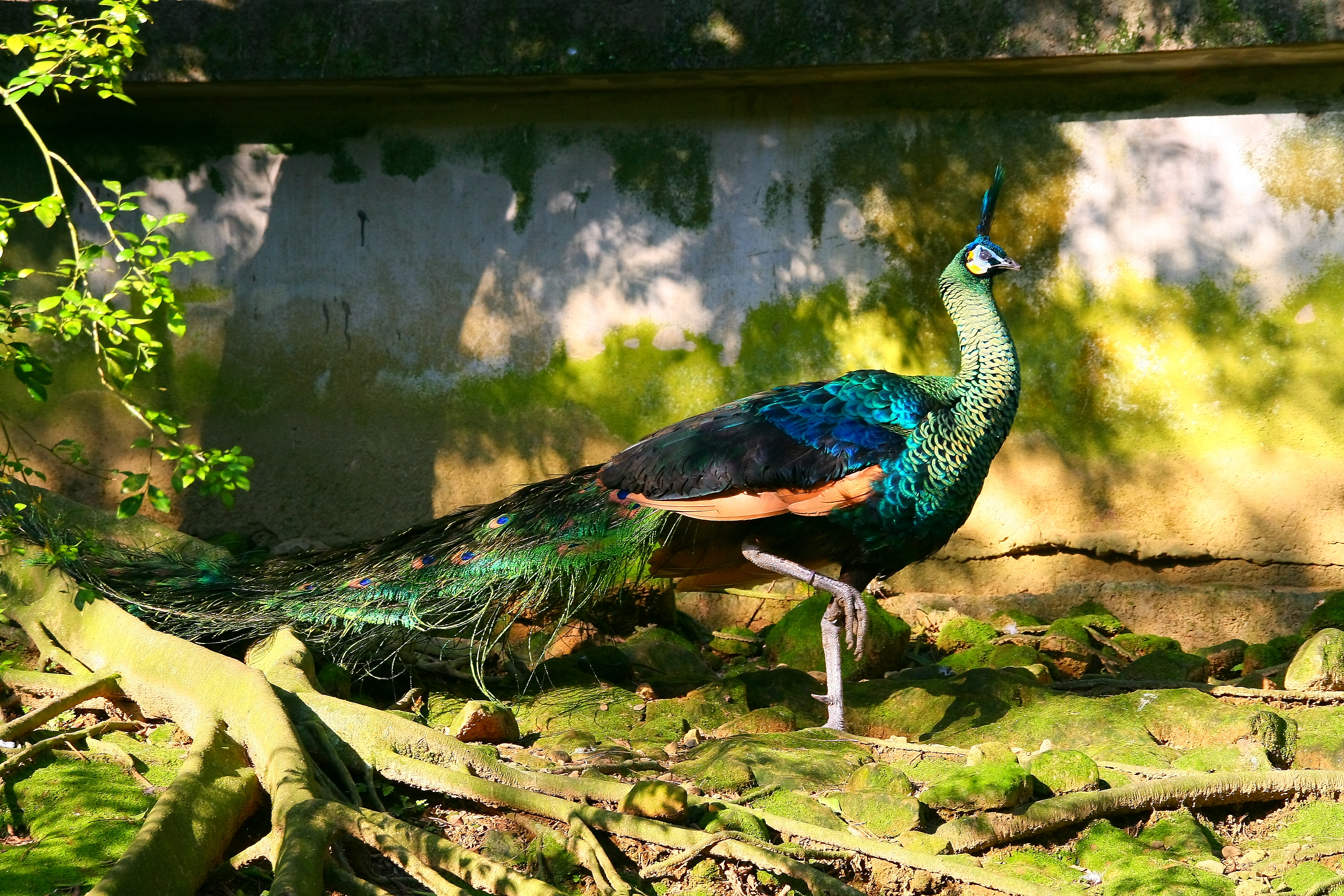
Pavone verde
Pavo muticus

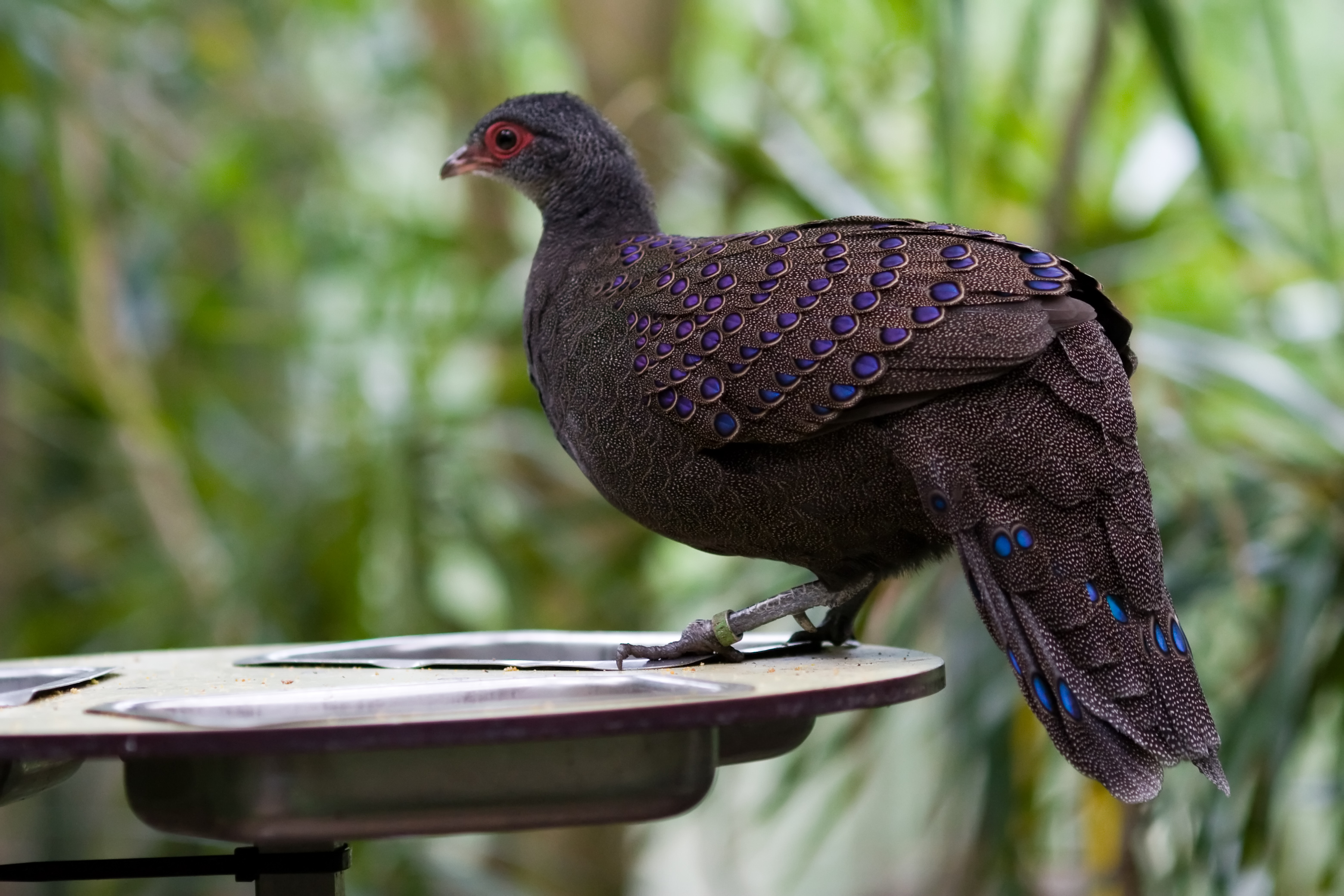
Speroniere di Germain
Polyplectron germaini

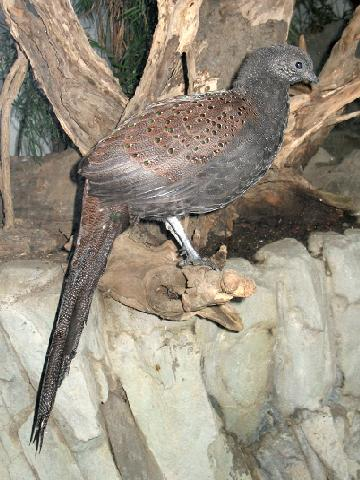
Speroniere montano
Polyplectron inopinatum

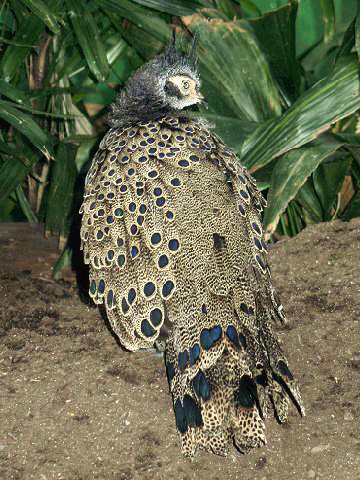
Speroniere di Malesia
Polyplectron malacense

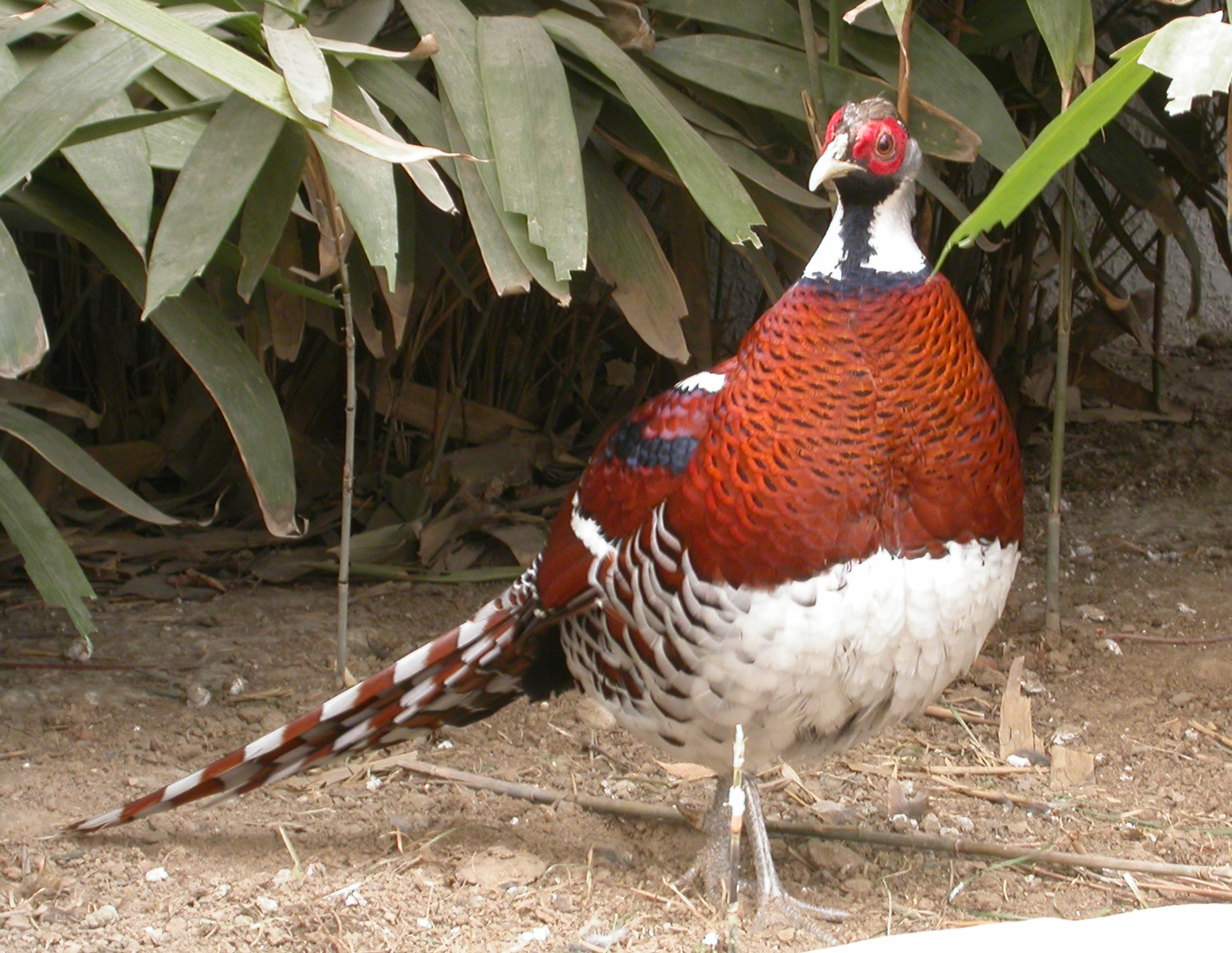
Fagiano di Elliot
Syrmaticus ellioti

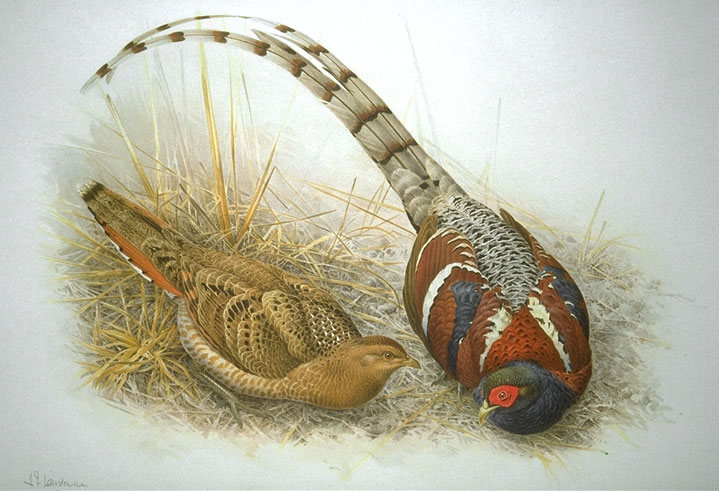
Fagiano di Hume
Syrmaticus humiae

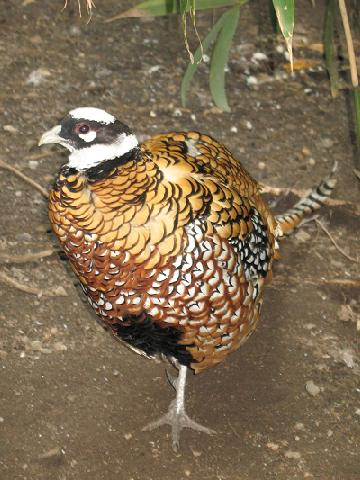
Fagiano di Reeves
Syrmaticus reevesii

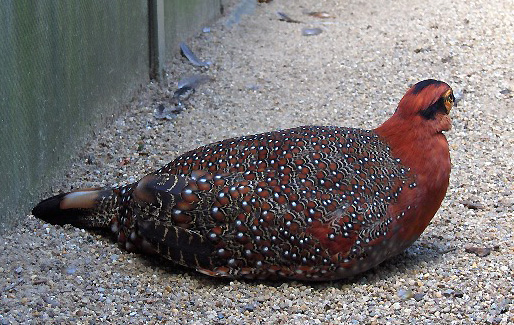
Tragopan di Blyth
Tragopan blythii

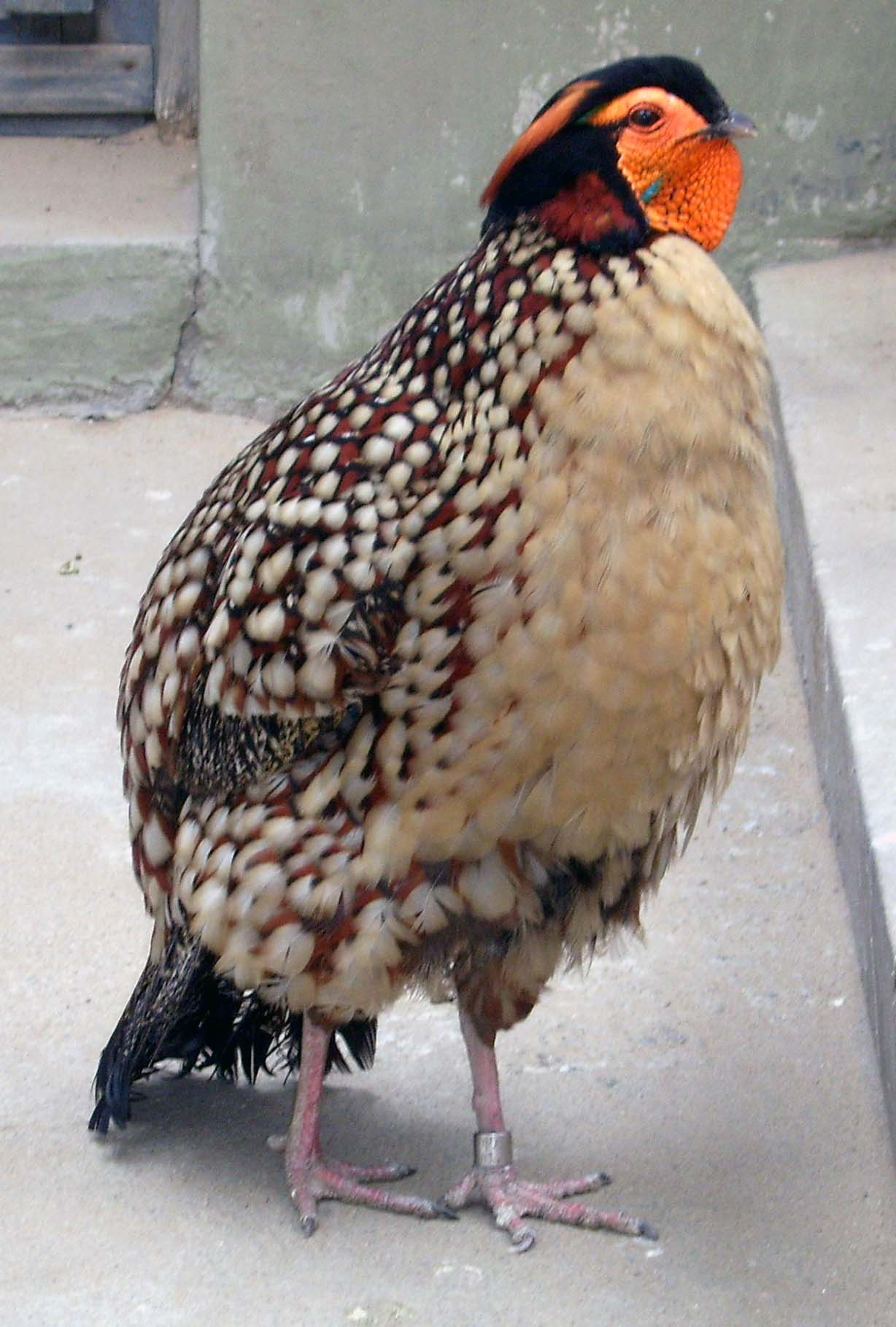
Tragopan di Cabot
Tragopan caboti

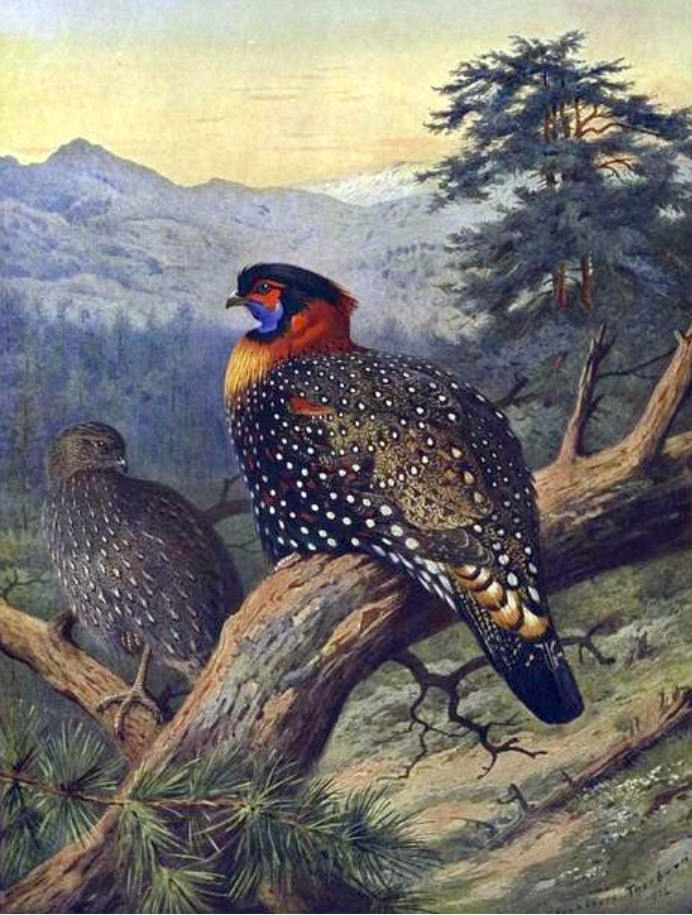
Tragopan occidentale
Tragopan melanocephalus

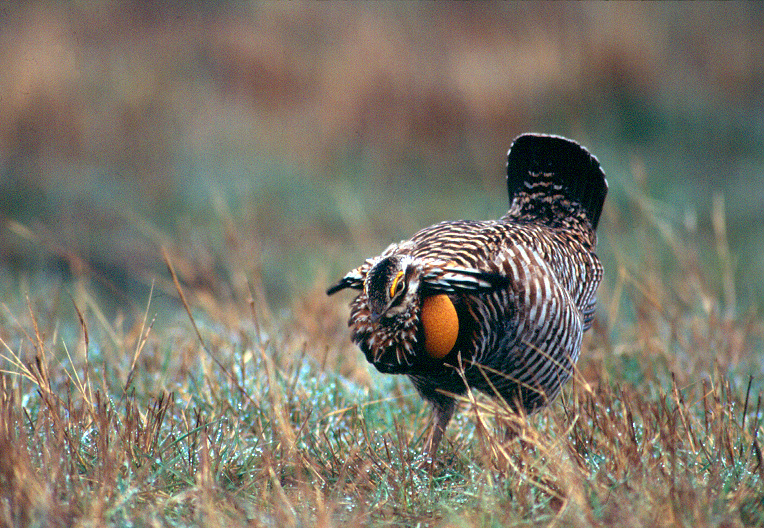
Gallo prataiolo maggiore
Tympanuchus cupido

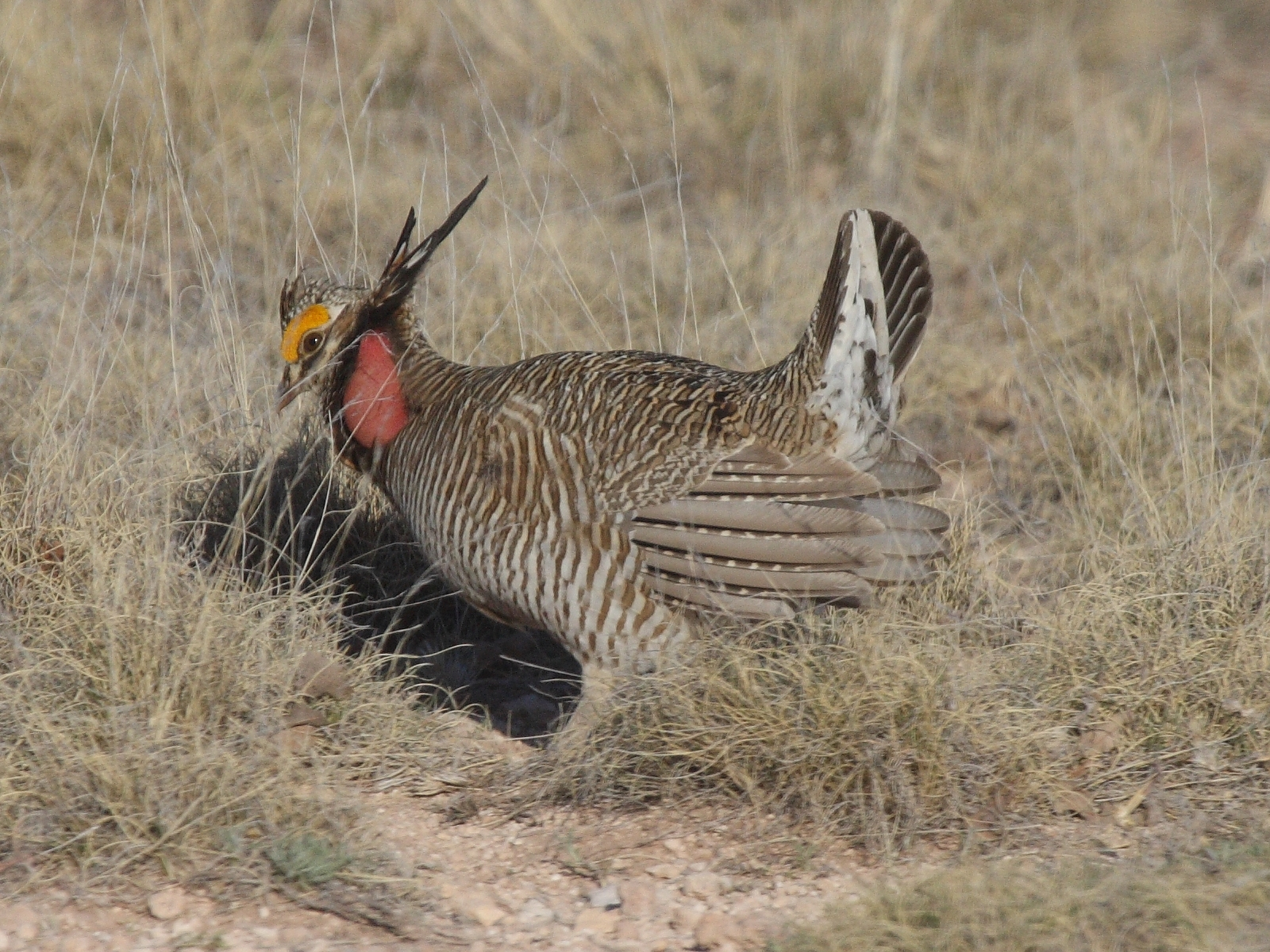
Gallo prataiolo minore
Tympanuchus pallidicinctus

### Famiglia Megapodiidae
- Genere Alectura Latham, 1824
  - Alectura lathami J.E.Gray, 1831 - tacchino di boscaglia australiano
- Genere Aepypodius Oustalet, 1880
  - Aepypodius arfakianus (Salvadori, 1877) - tacchino di boscaglia dell'Arfak
  - Aepypodius bruijnii (Oustalet, 1880) - tacchino di boscaglia di Bruijn
- Genere Talegalla Lesson, 1828
  - Talegalla cuvieri Lesson, 1828 - talegalla beccorosso
  - Talegalla fuscirostris Salvadori, 1877 - talegalla becconero
  - Talegalla jobiensis A.B.Meyer, 1874 - talegalla dal collare bruno
- Genere Leipoa Gould, 1840
  - Leipoa ocellata Gould, 1840 - fagiano australiano
- Genere Macrocephalon S. Muller, 1846
  - Macrocephalon maleo S.Müller, 1846 - maleo
- Genere Eulipoa Ogilvie-Grant, 1893
  - Eulipoa wallacei (G.R.Gray, 1861) - megapodio delle Molucche
- Genere Megapodius Gaimard, 1823
  - Megapodius pritchardii G.R.Gray, 1864 - megapodio della Polinesia
  - Megapodius laperouse Gaimard, 1823 - megapodio della Micronesia
  - Megapodius nicobariensis Blyth, 1846 - megapodio delle Nicobare
  - Megapodius cumingii Dillwyn, 1853 - megapodio delle Filippine
  - Megapodius bernsteinii Schlegel, 1866 - megapodio delle Sula
  - Megapodius tenimberensis P.L.Sclater, 1883 - megapodio delle Tanimbar
  - Megapodius freycinet Gaimard, 1823 - megapodio di Freycinet
  - Megapodius geelvinkianus A.B.Meyer, 1874 - megapodio di Biak
  - Megapodius eremita Hartlaub, 1868 - megapodio della Melanesia
  - Megapodius layardi Tristram, 1879 - megapodio di Vanuatu
  - Megapodius decollatus Oustalet, 1878 - megapodio della Nuova Guinea
  - Megapodius reinwardt Dumont, 1823 - megapodio zampearancio

### Famiglia Cracidae
- Genere Ortalis
  - Ortalis vetula (Wagler, 1830) - ciacialaca orientale
  - Ortalis cinereiceps G.R.Gray, 1867 - ciacialaca testagrigia
  - Ortalis garrula (Humboldt, 1805) - ciacialaca alicastane
  - Ortalis ruficauda Jardine, 1847 - ciacialaca codarossa
  - Ortalis erythroptera P.L.Sclater & Salvin, 1870 - ciacialaca testarossa
  - Ortalis wagleri G.R.Gray, 1867 - ciacialaca di Wagler
  - Ortalis poliocephala (Wagler, 1830) - ciacialaca occidentale
  - Ortalis canicollis (Wagler, 1830) - ciacialaca del Chaco
  - Ortalis leucogastra (Gould, 1843) - ciacialaca ventrebianco
  - Ortalis guttata (von Spix, 1825) - ciacialaca squamato
  - Ortalis araucuan (von Spix, 1825) - ciacialaca del Brasile orientale
  - Ortalis squamata Lesson, 1829 - ciacialaca squamato
  - Ortalis columbiana Hellmayr, 1906 - ciacialaca colombiano
  - Ortalis motmot (Linnaeus, 1766) - ciacialaca minore
  - Ortalis ruficeps (Wagler, 1830) - ciacialaca testacastana
  - Ortalis superciliaris G.R.Gray, 1867 - ciacialaca di Gray
- Genere Penelope
  - Penelope argyrotis (Bonaparte, 1856) - penelope codafasciata
  - Penelope barbata Chapman, 1921 - penelope barbuta
  - Penelope ortoni Salvin, 1874 - penelope di Baudò
  - Penelope montagnii (Bonaparte, 1856) - penelope delle Ande
  - Penelope marail (Statius Müller, 1776) - penelope di foresta
  - Penelope superciliaris Temminck, 1815 - penelope jacupemba
  - Penelope dabbenei Hellmayr & Conover, 1942 - penelope facciarossa
  - Penelope purpurascens Wagler, 1830 - penelope crestata
  - Penelope perspicax Bangs, 1911 - penelope di Cauca
  - Penelope albipennis Taczanowski, 1878 - penelope alibianche
  - Penelope jacquacu von Spix, 1825 - penelope di Spix
  - Penelope obscura Temminck, 1815 - penelope zampescure
  - Penelope bridgesi G. R. Gray, 1860 - penelope di Yungas
  - Penelope pileata Wagler, 1830 - penelope crestabianca
  - Penelope ochrogaster Pelzeln, 1870 - penelope ventrecastano
  - Penelope jacucaca von Spix, 1825 - penelope dai sopraccigli bianchi
- Genere Pipile
  - Pipile pipile (Jacquin, 1784) - penelope di Trinidad
  - Pipile cumanensis (Jacquin, 1784) - penelope golablu
  - Pipile cujubi (Pelzeln, 1858) - penelope cujubi
  - Pipile jacutinga (von Spix, 1825) - penelope jacutinga
- Genere Aburria
  - Aburria aburri (Lesson, 1828) - penelope aburri
- Genere Chamaepetes
  - Chamaepetes unicolor Salvin, 1867 - penelope nera
  - Chamaepetes goudotii (Lesson, 1828) - penelope alifalcate
- Genere Penelopina
  - Penelopina nigra (Fraser, 1852) - penelopina nera
- Genere Oreophasis
  - Oreophasis derbianus G.R.Gray, 1844 - crace di Derby
- Genere Nothocrax
  - Nothocrax urumutum (von Spix, 1825) - crace notturno
- Genere Mitu
  - Mitu tomentosum (von Spix, 1825) - crace senza cresta
  - Mitu salvini Reinhardt, 1879 - crace di Salvin
  - Mitu tuberosum (von Spix, 1825) - crace dal becco a rasoio
  - Mitu mitu (Linnaeus, 1766) - mitu
- Genere Pauxi
  - Pauxi pauxi (Linnaeus, 1766) - crace dall'elmo
  - Pauxi unicornis Bond & Meyer de Schauensee, 1939 - crace unicorno
  - Pauxi koepckeae Weske & Terborgh, 1971 - crace di Sira
- Genere Crax
  - Crax rubra Linnaeus, 1758 - hocco
  - Crax alberti Fraser, 1852 - crace beccoblu
  - Crax daubentoni G.R.Gray, 1867 - crace dal bernoccolo giallo
  - Crax alector Linnaeus, 1766 - crace nero
  - Crax globulosa von Spix, 1825 - crace caruncolato
  - Crax fasciolata von Spix, 1825 - crace faccianuda
  - Crax blumenbachii von Spix, 1825 - crace beccorosso

### Famiglia Numididae
- Genere Agelastes
  - Agelastes meleagrides Bonaparte, 1850 - faraona pettobianco
  - Agelastes niger (Cassin, 1857) - faraona nera
- Genere Numida
  - Numida meleagris (Linnaeus, 1758) - gallina faraona
- Genere Guttera
  - Guttera plumifera (Cassin, 1857) - faraona plumifera
  - Guttera pucherani (Hartlaub, 1861) - faraona plumifera occidentale
- Genere Acryllium
  - Acryllium vulturinum (Hardwicke, 1834) - faraona vulturina

### Famiglia Odontophoridae
- Genere Ptilopachus
  - Ptilopachus petrosus (J.F.Gmelin, 1789) - pernice delle rocce
  - Ptilopachus nahani (A.J.C.Dubois, 1905) - pernice di Nahan
- Genere Dendrortyx
  - Dendrortyx leucophrys (Gould, 1844) - colino orecchie bianche
  - Dendrortyx macroura (Jardine & Selby, 1828) - colino codalunga
  - Dendrortyx barbatus Gould, 1846 - colino barbuto
- Genere Oreortyx
  - Oreortyx pictus (Douglas, 1829) - colino plumifero
- Genere Callipepla
  - Callipepla squamata (Vigors, 1830) - colino squamato
  - Callipepla douglasii (Vigors, 1829) - colino di Douglas
  - Callipepla californica (Shaw, 1798) - colino della California
  - Callipepla gambelii (Gambel, 1843) - colino di Gambel
- Genere Philortyx
  - Philortyx fasciatus (Gould, 1844) - colino barrato
- Genere Colinus
  - Colinus virginianus (Linnaeus, 1758) - colino della Virginia
  - Colinus nigrogularis (Gould, 1843) - colino golanera
  - Colinus leucopogon (Lesson, 1842) - colino crestato
  - Colinus cristatus (Linnaeus, 1766) - colino petto macchiato
- Genere Odontophorus
  - Odontophorus gujanensis (J.F.Gmelin, 1789) - colino marmoreggiato
  - Odontophorus capueira (von Spix, 1825) - colino alimacchiate
  - Odontophorus melanotis Salvin, 1865 - colino orecchie nere
  - Odontophorus erythrops Gould, 1859 - colino fronterossa
  - Odontophorus atrifrons J.A.Allen, 1900 - colino frontenera
  - Odontophorus hyperythrus Gould, 1858 - colino castano
  - Odontophorus melanonotus Gould, 1861 - colino dorsonero
  - Odontophorus speciosus Tschudi, 1843 - colino pettirosso
  - Odontophorus dialeucos Wetmore, 1963 - colino di Tacarcuna
  - Odontophorus strophium (Gould, 1844) - colino dal collare
  - Odontophorus columbianus Gould, 1850 - colino del Venezuela
  - Odontophorus leucolaemus Salvin, 1867 - colino golabianca
  - Odontophorus balliviani Gould, 1846 - colino facciastriata
  - Odontophorus stellatus (Gould, 1843) - colino stellato
  - Odontophorus guttatus (Gould, 1838) - colino macchiato
- Genere Dactylortyx
  - Dactylortyx thoracicus (Gambel, 1848) - colino canoro
- Genere Cyrtonyx
  - Cyrtonyx montezumae (Vigors, 1830) - colino di Montezuma
  - Cyrtonyx ocellatus (Gould, 1837) - colino ocellato
- Genere Rhynchortyx
  - Rhynchortyx cinctus (Salvin, 1876) - colino facciafulva

### Famiglia Phasianidae
- Genere Xenoperdix
  - Xenoperdix udzungwensis Dinesen, Lehmberg, Svendsen, Hansen & Fjeldsĺ, 1994 - pernice della foresta Udzungwa
  - Xenoperdix obscuratus Fjeldsĺ & Kiure, 2003 - pernice della foresta di Rubeho
- Genere Caloperdix
  - Caloperdix oculeus (Temminck, 1815) - pernice ferruginosa
- Genere Rollulus
  - Rollulus rouloul (Scopoli, 1786) - rulul
- Genere Melanoperdix
  - Melanoperdix niger (Vigors, 1829) - pernice nera
- Genere Arborophila
  - Arborophila torqueola (Valenciennes, 1825) - pernice delle alture
  - Arborophila rufipectus Boulton, 1932 - pernice di Boulton
  - Arborophila mandellii Hume, 1874 - pernice di Mandelli
  - Arborophila gingica (J.F.Gmelin, 1789) - pernice di Rickett
  - Arborophila rufogularis (Blyth, 1849) - pernice golarossa
  - Arborophila rubrirostris (Salvadori, 1879) - pernice beccorosso
  - Arborophila diversa Riley, 1930 - pernice siamese
  - Arborophila cambodiana Delacour & Jabouille, 1928 - pernice della Cambogia
  - Arborophila ardens (Styan, 1892) - pernice di Hainan
  - Arborophila crudigularis (Swinhoe, 1864) - pernice golabianca
  - Arborophila atrogularis (Blyth, 1849) - pernice guancebianche
  - Arborophila brunneopectus (Blyth, 1855) - pernice pettobruno
  - Arborophila davidi Delacour, 1927 - pernice di David
  - Arborophila hyperythra (Sharpe, 1879) - pernice pettorosso
  - Arborophila campbelli (Robinson, 1904) - pernice di Campbell
  - Arborophila rolli (Rothschild, 1909) - pernice di Roll
  - Arborophila sumatrana Ogilvie-Grant, 1891 - pernice di Sumatra
  - Arborophila javanica (J.F.Gmelin, 1789) - pernice di Giava
  - Arborophila orientalis (Horsfield, 1821) - pernice pettogrigio
- Genere Lerwa
  - Lerwa lerwa (Hodgson, 1833) - pernice delle nevi
- Genere Ithaginis
  - Ithaginis cruentus (Hardwicke, 1821) - fagiano cruento
- Genere Tragopan
  - Tragopan melanocephalus (J.E.Gray, 1829) - tragopan occidentale
  - Tragopan satyra (Linnaeus, 1758) - tragopan satiro
  - Tragopan blythii (Jerdon, 1870) - tragopan di Blyth
  - Tragopan temminckii (J.E.Gray, 1831) - tragopan di Temminck
  - Tragopan caboti (Gould, 1857) - tragopan di Cabot
- Genere Tetraophasis
  - Tetraophasis obscurus (J.Verreaux, 1869) - monal di Verreaux
  - Tetraophasis szechenyii Madarász, 1885 - monal di Szechenyi
- Genere Lophophorus
  - Lophophorus impejanus (Latham, 1790) - lofoforo dell'Himalaya
  - Lophophorus sclateri Jerdon, 1870 - lofoforo di Sclater
  - Lophophorus lhuysii A.Geoffroy Saint-Hilaire, 1866 - lofoforo cinese
- Genere Pucrasia
  - Pucrasia macrolopha (Lesson, 1829) - fagiano koklass
- Genere Meleagris
  - Meleagris gallopavo Linnaeus, 1758 - tacchino
  - Meleagris ocellata Cuvier, 1820 - tacchino ocellato
- Genere Bonasa
  - Bonasa umbellus (Linnaeus, 1766) - tetraone dal collare
- Genere Tetrastes
  - Tetrastes bonasia (Linnaeus, 1758) - francolino di monte
  - Tetrastes sewerzowi Przewalski, 1876 - tetraone di Severtzov
- Genere Centrocercus
  - Centrocercus urophasianus (Bonaparte, 1827) - gallo della salvia
  - Centrocercus minimus Young, Braun, Oyler-McCance, Hupp & Quinn, 2000 - gallo della salvia di Gunnison
- Genere Dendragapus
  - Dendragapus obscurus (Say, 1822) - tetraone blu
  - Dendragapus fuliginosus (Ridgway, 1873) - tetraone delle peccete americano
- Genere Tympanuchus
  - Tympanuchus phasianellus (Linnaeus, 1758) - tetraone codarigida
  - Tympanuchus pallidicinctus (Ridgway, 1873) - tetraone minore delle praterie
  - Tympanuchus cupido (Linnaeus, 1758) - tetraone maggiore delle praterie
- Genere Lagopus
  - Lagopus leucura (Richardson, 1831) - pernice codabianca
  - Lagopus lagopus (Linnaeus, 1758) - pernice bianca nordica
  - Lagopus muta (Montin, 1781) - pernice bianca
- Genere Falcipennis
  - Falcipennis falcipennis (Hartlaub, 1855) - tetraone delle peccete siberiano
- Genere Canachites
  - Canachites canadensis (Linnaeus, 1758) - tetraone delle peccete canadese
- Genere Tetrao
  - Tetrao urogallus Linnaeus, 1758 - gallo cedrone
  - Tetrao urogalloides Middendorf, 1853 - gallo cedrone orientale
- Genere Lyrurus
  - Lyrurus tetrix (Linnaeus, 1758) - gallo forcello
  - Lyrurus mlokosiewiczi (Taczanowski, 1875) - gallo forcello del Caucaso
- Genere Rhizothera
  - Rhizothera longirostris (Temminck, 1815) - pernice beccolungo
  - Rhizothera dulitensis Ogilvie-Grant, 1895 - pernice di Hose
- Genere Perdix
  - Perdix hodgsoniae (Hodgson, 1856) - starna tibetana
  - Perdix perdix (Linnaeus, 1758) - starna
  - Perdix dauurica (Pallas, 1811) - starna daurica
- Genere Syrmaticus
  - Syrmaticus soemmerringii (Temminck, 1830) - fagiano di Soemmerring
  - Syrmaticus reevesii (J.E.Gray, 1829) - fagiano venerato
  - Syrmaticus mikado (Ogilvie-Grant, 1906) - fagiano mikado
  - Syrmaticus ellioti (Swinhoe, 1872) - fagiano di Elliot
  - Syrmaticus humiae (Hume, 1881) - fagiano della signora Hume
- Genere Chrysolophus
  - Chrysolophus pictus (Linnaeus, 1758) - fagiano dorato
  - Chrysolophus amherstiae (Leadbeater, 1829) - fagiano di Lady Amherst
- Genere Phasianus
  - Phasianus colchicus Linnaeus, 1758 - fagiano
  - Phasianus versicolor Vieillot, 1825 - fagiano verde
- Genere Catreus
  - Catreus wallichii (Hardwicke, 1827) - catreo
- Genere Crossoptilon
  - Crossoptilon harmani Elwes, 1881 - fagiano orecchiuto del Tibet
  - Crossoptilon crossoptilon (Hodgson, 1838) - fagiano orecchiuto bianco
  - Crossoptilon mantchuricum Swinhoe, 1863 - fagiano orecchiuto bruno
  - Crossoptilon auritum (Pallas, 1811) - fagiano orecchiuto blu
- Genere Lophura
  - Lophura edwardsi (Oustalet, 1896) - fagiano di Edwards
  - Lophura swinhoii (Gould, 1863) - fagiano di Swinhoe
  - Lophura bulweri (Sharpe, 1874) - fagiano di Bulwer
  - Lophura leucomelanos (Latham, 1790) - fagiano di Kalij
  - Lophura nycthemera (Linnaeus, 1758) - fagiano argentato
  - Lophura erythrophthalma (Raffles, 1822) - fagiano occhirossi
  - Lophura diardi (Bonaparte, 1856) - fagiano siamese
  - Lophura inornata (Salvadori, 1879) - fagiano di Salvadori
  - Lophura ignita (Shaw, 1798) - fagiano della Malesia
- Genere Rheinardia
  - Rheinardia ocellata (Elliot, 1871) - argo ocellato del Vietnam
  - Rheinardia nigrescens Rothschild, 1902 - argo ocellato della Malesia
- Genere Argusianus
  - Argusianus argus (Linnaeus, 1766) - grande argo
- Genere Afropavo
  - Afropavo congensis Chapin, 1936 - pavone del Congo
- Genere Pavo
  - Pavo cristatus Linnaeus, 1758 - pavone indiano
  - Pavo muticus Linnaeus, 1766 - pavone verde
- Genere Tropicoperdix
  - Tropicoperdix chloropus Blyth, 1859 - pernice zampeverdi
  - Tropicoperdix charltonii (Eyton, 1845) - pernice di Charlton
- Genere Haematortyx
  - Haematortyx sanguiniceps Sharpe, 1879 - pernice testacarminio
- Genere Galloperdix
  - Galloperdix spadicea (J.F.Gmelin, 1789) - gallopernice rossa
  - Galloperdix lunulata (Valenciennes, 1825) - gallopernica variopinta
  - Galloperdix bicalcarata (J.R.Forster, 1781) - gallopernice dal doppio sperone
- Genere Polyplectron
  - Polyplectron napoleonis Lesson, 1831 - speroniere di Palawan
  - Polyplectron schleiermacheri Brüggemann, 1877 - speroniere del Borneo
  - Polyplectron malacense (Scopoli, 1786) - speroniere di Malacca
  - Polyplectron germaini Elliot, 1866 - speroniere di Germain
  - Polyplectron katsumatae Rothschild, 1906 - speroniere di Hainan
  - Polyplectron bicalcaratum (Linnaeus, 1758) - speroniere della Birmania
  - Polyplectron inopinatum (Rothschild, 1903) - speroniere di Rothschild
  - Polyplectron chalcurum Lesson, 1831 - speroniere di Sumatra
- Genere Bambusicola
  - Bambusicola fytchii Anderson, 1871 - pernice dei bambù
  - Bambusicola thoracicus (Temminck, 1815) - pernice cinese
  - Bambusicola sonorivox Gould, 1863 - pernice di Taiwan
- Genere Gallus
  - Gallus varius (Shaw, 1798) - gallo vario
  - Gallus gallus (Linnaeus, 1758) - gallo bankiva
  - Gallus sonneratii Temminck, 1813 - gallo di Sonnerat
  - Gallus lafayettii Lesson, 1831 - gallo di Lafayette
- Genere Peliperdix
  - Peliperdix lathami (Hartlaub, 1854) - francolino di Latham
- Genere Ortygornis
  - Ortygornis sephaena (A. Smith, 1836) - francolino crestato
  - Ortygornis pondicerianus (J. F. Gmelin, 1789) - francolino grigio
  - Ortygornis gularis (Temminck, 1815) - francolino delle paludi
- Genere Francolinus
  - Francolinus pintadeanus (Scopoli, 1786) - francolino cinese
  - Francolinus francolinus (Linnaeus, 1766) - francolino nero
  - Francolinus pictus (Jardine & Selby, 1828) - francolino indiano
- Genere Campocolinus
  - Campocolinus coqui (A. Smith, 1836) - francolino coqui
  - Campocolinus albogularis (Hartlaub, 1854) - francolino golabianca
  - Campocolinus schlegelii (Heuglin, 1863) - francolino di Schlegel
- Genere Scleroptila
  - Scleroptila streptophora (Ogilvie-Grant, 1891) - francolino dal collare
  - Scleroptila levaillantii (Valenciennes, 1825) - francolino di Levaillant
  - Scleroptila finschi (Barboza du Bocage, 1881) - francolino di Finsch
  - Scleroptila psilolaema (G.R.Gray, 1867) - francolino di montagna
  - Scleroptila elgonensis (Ogilvie-Grant, 1891) - francolino del monte Elgon
  - Scleroptila afra (Latham, 1790) - francolino aligrigie
  - Scleroptila gutturalis (Rüppell, 1835) - francolino del fiume Orange
  - Scleroptila shelleyi (Ogilvie-Grant, 1890) - francolino di Shelley
- Genere Tetraogallus
  - Tetraogallus tibetanus Gould, 1854 - tetraogallo del Tibet
  - Tetraogallus altaicus (Gebler, 1836) - tetraogallo dell'Altai
  - Tetraogallus caucasicus (Pallas, 1811) - tetraogallo del Caucaso
  - Tetraogallus caspius (S.G.Gmelin, 1784) - tetraogallo del Caspio
  - Tetraogallus himalayensis G.R.Gray, 1843 - tetraogallo dell'Himalaya
- Genere Ammoperdix
  - Ammoperdix griseogularis (Brandt, 1843) - pernice del deserto
  - Ammoperdix heyi (Temminck, 1825) - pernice delle sabbie
- Genere Synoicus
  - Synoicus ypsilophorus (Bosc, 1792) - quaglia della Tasmania
  - Synoicus monorthonyx (van Oort, 1910) - quaglia delle nevi
  - Synoicus chinensis (Linnaeus, 1766) - quaglia della Cina
  - Synoicus adansonii (J.Verreaux & E.Verreaux, 1851) - quaglia blu
- Genere Margaroperdix
  - Margaroperdix madagarensis (Scopoli, 1786) - pernice del Madagascar
- Genere Coturnix
  - Coturnix coturnix (Linnaeus, 1758) - quaglia
  - Coturnix japonica Temminck & Schlegel, 1849 - quaglia giapponese
  - Coturnix delegorguei Delegorgue, 1847 - quaglia arlecchino
  - Coturnix coromandelica (J.F.Gmelin, 1789) - quaglia delle piogge
  - Coturnix pectoralis Gould, 1837 - quaglia delle stoppie
  - Coturnix novaezelandiae Quoy & Gaimard, 1830 † - quaglia della Nuova Zelanda
- Genere Alectoris
  - Alectoris barbara (Bonnaterre, 1792) - pernice sarda
  - Alectoris melanocephala (Rüppell, 1835) - pernice d'Arabia
  - Alectoris rufa (Linnaeus, 1758) - pernice zamperosse
  - Alectoris chukar (J.E.Gray, 1830) - ciukar
  - Alectoris graeca (Meisner, 1804) - coturnice
  - Alectoris philbyi Lowe, 1934 - coturnice di Philby
  - Alectoris magna (Przewalski, 1876) - coturnice di Przevalski
- Genere Perdicula
  - Perdicula asiatica (Latham, 1790) - quaglia della giungla
  - Perdicula argoondah (Sykes, 1832) - quaglia delle rocce
  - Perdicula erythrorhyncha (Sykes, 1832) - quaglia beccorosso
  - Perdicula manipurensis Hume, 1881 - quaglia di Manipur
- Genere Ophrysia
  - Ophrysia superciliosa (J.E.Gray, 1846) † - quaglia dell'Himalaya
- Genere Pternistis
  - Pternistis hartlaubi (Barboza du Bocage, 1869) – francolino di Hartlaub
  - Pternistis camerunensis (Alexander, 1909) – francolino del Monte Camerun
  - Pternistis nobilis (Reichenow, 1908) – francolino nobile
  - Pternistis castaneicollis (Salvadori, 1888) – francolino collocastano
  - Pternistis atrifrons (Conover, 1930) – francolino frontenera
  - Pternistis erckelii (Rüppell, 1835) – francolino di Erckel
  - Pternistis ochropectus (Dorst & Jouanin, 1952) – francolino di Gibuti
  - Pternistis swierstrai (Roberts, 1929) – francolino di Swierstra
  - Pternistis ahantensis (Temminck, 1854) – francolino di Ahanta
  - Pternistis griseostriatus (Ogilvie-Grant, 1890) - francolino striato
  - Pternistis jacksoni (Ogilvie-Grant, 1891) – francolino di Jackson
  - Pternistis adspersus (Waterhouse, 1838) – francolino beccorosso
  - Pternistis capensis (J.F.Gmelin, 1789) – francolino del Capo
  - Pternistis natalensis (A.Smith, 1833) – francolino del Natal
  - Pternistis hildebrandti (Cabanis, 1878) – francolino di Hildebrandt
  - Pternistis bicalcaratus (Linnaeus, 1766) – francolino dal doppio sperone
  - Pternistis squamatus (Cassin, 1857) - francolino squamato
  - Pternistis icterorhynchus (Heuglin, 1863) – francolino beccogiallo
  - Pternistis clappertoni (Children & Vigors, 1826) – francolino di Clapperton
  - Pternistis harwoodi (Blundell & Lovat, 1899) – francolino di Harwood
  - Pternistis swainsonii (A.Smith, 1836) – francolino di Swainson
  - Pternistis leucoscepus (G.R.Gray, 1867) – francolino collogiallo
  - Pternistis rufopictus Reichenow, 1887 – francolino variopinto
  - Pternistis afer (Statius Müller, 1776) – francolino collorosso